# Jaleshwar
Jaleshwar är en ort i Indien.   Den ligger i distriktet Bāleshwar och delstaten Odisha, i den östra delen av landet, 1 300 km sydost om huvudstaden New Delhi. Jaleshwar ligger 15 meter över havet och antalet invånare är 23 280.
Terrängen runt Jaleshwar är mycket platt. Runt Jaleshwar är det tätbefolkat, med 659 invånare per kvadratkilometer. Det finns inga andra samhällen i närheten. Trakten runt Jaleshwar består till största delen av jordbruksmark.